# 어른이 되면
《어른이 되면》은 2018년에 공개된 다큐멘터리 영화이다. 중증발달장애인 동생과 시설 밖 사회에서 살아가는 첫 6개월의 이야기를 다루었다.
동명의 저서 《어른이 되면》이 2018년 7월 발간되었다.

## 출연

### 주연
- 장혜정
- 장혜영

### 조연
- 윤정민
- 이은경
- 유인서

## 기타
- 믹싱: 김성우
- 광고디자인: 김민정
- 광고디자인: 이자은
- 광고디자인: 김경미
- 디지털색보정: 윤정민
- 배급총괄: 김일권
- 국내배급: 김혜림
- 국내배급: 최아름
- 마케팅홍보: 오보라
- 마케팅홍보: 갈도영
- 해외배급: 강봉수
- 광고 영상: 변상수
- 광고 영상: 이연화

## 수상 정보
- 제 20회 서울국제여성영화제(2018) : 한국장편경쟁-심사위원특별언급 (장혜영)

## 관련 방송
- 2018-08-16 EBS 지식채널e 〈어른이 되면〉[3]
- 2019-01-14 EBS 배워서 남줄랩 〈발달장애인 동생과 살기로 했다〉[4]
- 2019-03-13 YTN 〈사회와 격리 된 장애인의 삶...'어른이 되면'〉[5]

## 같이 보기
- 2018년 대한민국의 영화 목록
- 발달장애
- 다운증후군